# Рокітув
Рокітув (пол. Rokitów) — село в Польщі, у гміні Туробин Білґорайського повіту Люблінського воєводства.
Населення — 281 особа (2011).
У 1975-1998 роках село належало до Замойського воєводства.

## Демографія
Демографічна структура станом на 31 березня 2011 року:
|          | Загалом | Допрацездатний вік | Працездатний вік | Постпрацездатний вік |
| -------- | ------- | ------------------ | ---------------- | -------------------- |
| Чоловіки | 134     | 23                 | 74               | 37                   |
| Жінки    | 147     | 23                 | 60               | 64                   |
| Разом    | 281     | 46                 | 134              | 101                  |